# James Williams
James Ralph Williams (28. juli 1878 – 21. december 1929) var en walisisk hockeyspiller som deltog i OL 1908 i London.
Williams vandt en bronzemedalje i hockey under OL 1908 i London. Han var med på det walisiske hold som kom på en delt tredjeplads i hockeyturneringen.